# Видалення гуми зі злітно-посадкової смуги

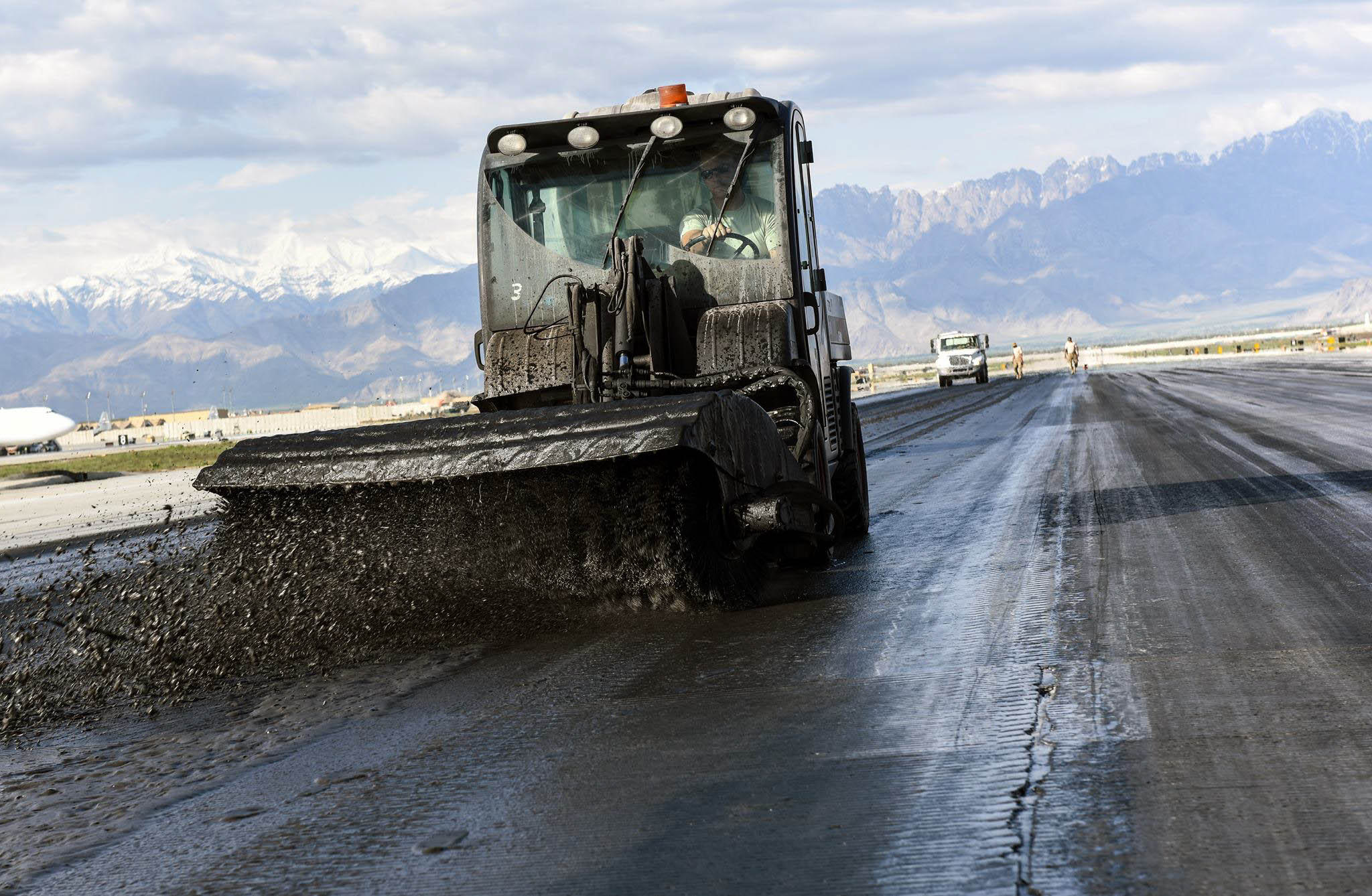
Підмітання з ЗПС розчиненої гуми.

Видалення гуми від шин літаків, що накопичується на ЗПС, є необхідною умовою безпечної експлуатації аеропорту.
Коли літак в ході посадки торкається землі, колеса його шасі протягом «часу розкручування» (англ. spin up time) буксують по злітно-посадковій смузі (саме через це при торканні літаком поверхні ЗПС можна помітити легкий дим, що йде від його шин). Поки швидкість обертання коліс не почне збігатися зі швидкістю літака, під впливом сили тертя і ваги літака від шин відшаровується частина гуми, яка полімеризується та затвердіває на поверхні ЗПС.
Після приземлення літака Airbus A380, що має 22 шини, на ЗПС залишається близько 14 кг гуми. На коротших ЗПС, де потрібне інтенсивніше гальмування, залишається більше відкладень.
Такі відкладення можуть становити небезпеку, оскільки при намоканні (наприклад, через дощ) стають сильно слизькими, що зменшує ефективність гальмування та керованість літака та збільшує ймовірність аквапланування, до того ж накопичення гуми погіршує дренаж води з ЗПС. Це може призвести до таких інцидентів, як виїзд за межі злітно-посадкової смуги або занос літака:92. Крім того, нашарування гуми робить нерозбірливою розмітку злітно-посадкової смуги.
Великі аеропорти проводять очищення своїх ЗПС від гуми три-п'ять разів на тиждень.

## Методи видалення

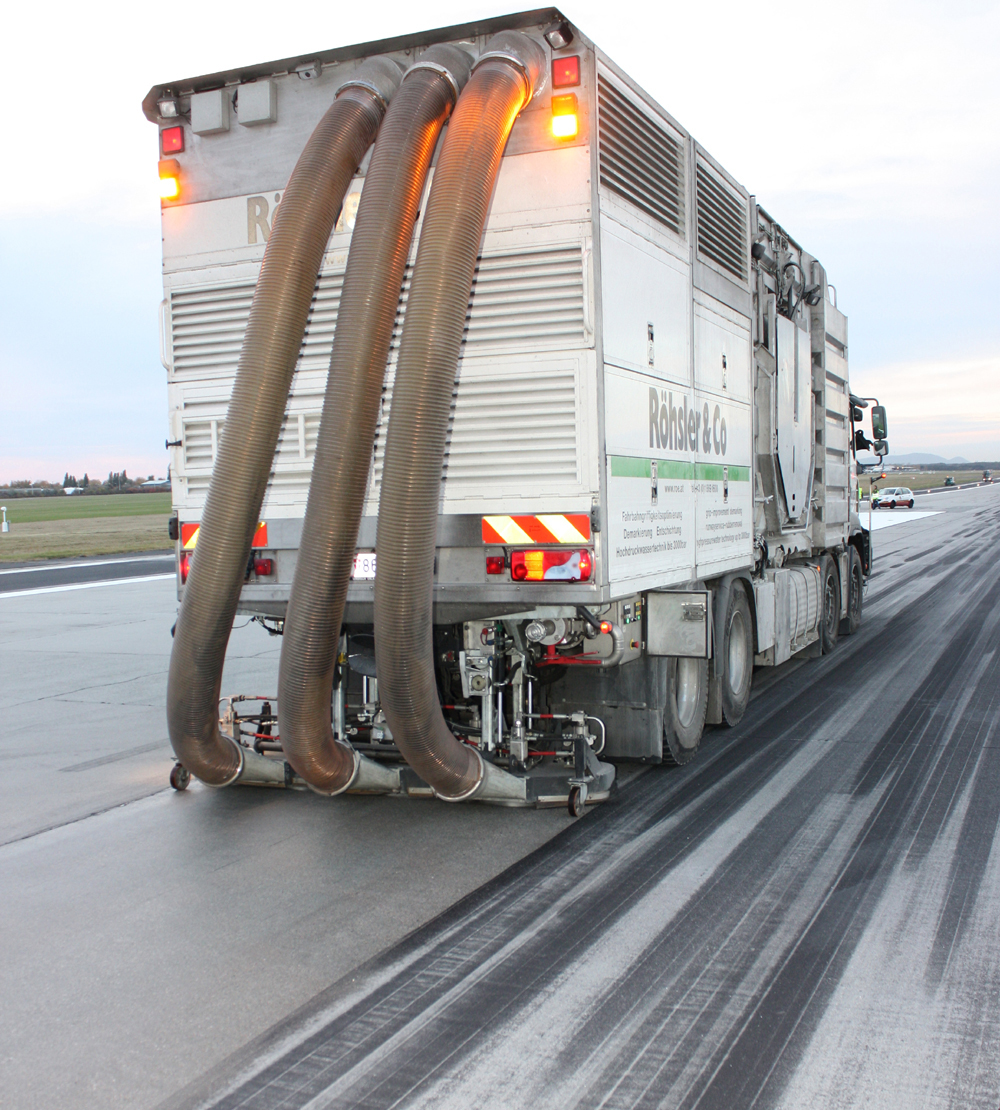
Видалення гуми водою під тиском.

- Гідроочищення — змивання водою під високим і надвисоким тиском[en] за принципом застосування обертового струменя або набору струменів до забрудненої гумою поверхні. Під високим тиском розуміється тиск 14 000—103 000 кПа зі споживанням води до 2 л/с, під надвисоким — до 280 000 кПа із споживанням 0,5-1 л/с[1]. Ці процеси покладаються лише на вплив води без використання хімікатів. Слід зазначити, що часте використання води під високим і надвисоким тиском шкодить цілісності поверхні ЗПС.
- Хімічне очищення передбачає нанесення на забруднену поверхню мийних засобів, які вступають у реакцію з гумою та руйнують її, і подальше змивання їх водою під низьким тиском. Між нанесенням і змиванням хімікатів проходить певний час для реакції, протягом якого ЗПС непридатна для використання. Використання хімічних речовин може в разі, якщо вони залишатимуться на поверхні ЗПС надто довго, призвести до пошкодження розмітки або самої поверхні[5].
- Механічне видалення з використанням підмітальних машин[de], які фізично відтирають від поверхні гумові відкладення. Для підвищення їх ефективності ці машини можуть використовувати воду або хімічні засоби[4].
- Піскоструменеве обдування вичищає забруднення за допомогою обробки поверхні абразивними частинками на дуже високій швидкості. Цей метод вимагає подальшого прибирання, оскільки пісок на ЗПС сам по собі створює забруднення[1].
- Видалення за допомогою гарячого стисненого повітря. Безпосередньо на поверхню розпилюється газоповітряна суміш зі швидкістю приблизно 400 м/с при температурі приблизно 1200 °C. Газ розм'якшує та відриває частинки гуми. Після використання на поверхні ЗПС залишається невелика кількість нагару, який видаляють за допомогою підмітальної машини[5].